# Liten blekskål
Liten blekskål (Tarzetta cupularis) är en svampart som först beskrevs av L och fick sitt nu gällande namn av Svrcek 1981. Liten blekskål ingår i släktet Tarzetta, familjen Pyronemataceae, ordningen Pezizales, klassen Pezizomycetes, divisionen Ascomycota och riket Fungi.

## Bildgalleri

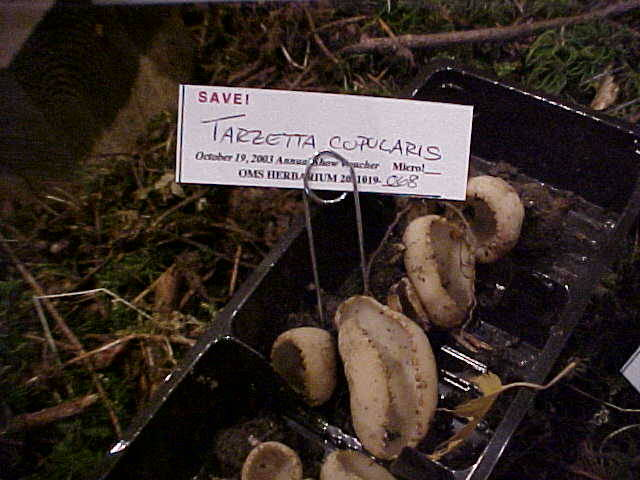